# 중국인민지원군 열사릉윈
중국인민지원군 열사릉윈(中國人民支援軍烈士陵园)은 조선민주주의인민공화국 평안남도 안주시에 위치한 묘지이다.
6.25 전쟁 당시 참전한 중국인민지원군 1,156명의 유해가 안치되어 있으며, 조선민주주의인민공화국과 중국 관계의 중심지로 사용되고 있다.